# Vicente Bokalic Iglic
Vicente Bokalic Iglic CM (słoweń. Vinko Bokalič Iglič ur. 11 czerwca 1952 w Buenos Aires) – argentyński duchowny katolicki pochodzenia słoweńskiego, biskup Santiago del Estero od 2014, arcybiskup Santiago del Estero i prymas Argentyny od 2024, kardynał prezbiter od 2024.

## Życiorys
Święcenia kapłańskie przyjął 11 kwietnia 1978 w zgromadzeniu Księży Misjonarzy. Był m.in. wychowawcą, ekonomem i rektorem zakonnego seminarium, misjonarzem w kilku argentyńskich diecezjach oraz przełożonym argentyńskiej prowincji lazarystów.
15 marca 2010 papież Benedykt XVI mianował go biskupem pomocniczym archidiecezji Buenos Aires oraz biskupem tytularnym Summa. Sakry biskupiej udzielił mu 29 maja 2010 kardynał Jorge Bergoglio.
23 grudnia 2013 papież Franciszek mianował go biskupem diecezji Santiago del Estero. Ingres odbył się 9 marca 2014.
22 lipca 2024 papież Franciszek podniósł diecezję Santiago del Estero do rangi archidiecezji i mianował Iglicia jej pierwszym arcybiskupem, nadając mu jednocześnie tytuł prymasa Argentyny.
6 października 2024 podczas modlitwy Anioł Pański papież Franciszek ogłosił jego nominację kardynalską. Na konsystorzu 7 grudnia 2024 został kreowany kardynałem prezbiterem kościoła św. Marii Magdaleny w Campo Marzio. Brał udział w konklawe 2025, które wybrało papieża Leona XIV.